# Fließspannung
Die Fließspannung {\displaystyle k_{f}} beschreibt die erforderliche anliegende äußere (wahre) Spannung zum Überschreiten der Elastizitätsgrenze und Aufrechterhalten des plastischen Fließens eines Werkstoffes.
Die Fließspannung wird bei der Bestimmung des Formänderungswiderstandes verwendet und in der Einheit Pascal (Pa) – also N/m² – angegeben.
Hypothesen für die Ermittlung der Fließspannung aus dem Spannungstensor wurden beispielsweise durch Tresca oder von Mises formuliert.

## Abhängigkeiten
Die Fließspannung ist eine Funktion
- des Umformgrades
- der Umformgeschwindigkeit
- der Umformtemperatur – nimmt in der Regel mit steigender Temperatur ab. Ausnahmen bilden einige intermetallische Verbindungen die eine Fließspannungsanomalie zeigen.
- des Spannungszustandes, bestehend aus
  - dem hydrostatischen Druck (bewirkt evtl. eine isotrope Änderung der Größe unter Beibehalten der Form) und
  - dem deviatorischen Spannungsanteil (bewirkt Änderung der Form unter Beibehalten des Volumens)
- der Mikrostruktur
- des Werkstoffes.

Die Parameter beeinflussen sich gegenseitig und hängen in der Regel jeweils selbst auch vom Werkstoff ab.

### Johnson-Cook-Modell
Das Verformungsmodell nach Johnson und Cook gibt die Verfestigung eines Materials, die Dehnraten- und Temperaturabhängigkeit analytisch wieder. Anwendung findet das Johnson-Cook-Modell häufig als Erweiterung der Mises-Vergleichsspannung in Finite-Elemente Simulationen.
Die Johnson-Cook-Gleichung beschreibt die Abhängigkeit der Fließspannung von der Dehnung {\displaystyle \varepsilon }, der Dehnrate {\displaystyle {\dot {\varepsilon }}} und der Temperatur {\displaystyle \vartheta } für einen bestimmten Werkstoff:
{\displaystyle k_{f}(\varepsilon ,{\dot {\varepsilon }},\vartheta )=(A+B\varepsilon ^{n})\cdot \left(1+C\cdot \ln {\frac {\dot {\varepsilon }}{\dot {\varepsilon _{0}}}}\right)\cdot \left[1-\left({\frac {\vartheta -\vartheta _{0}}{\vartheta _{m}-\vartheta _{0}}}\right)^{m}\right]}
mit
- werkstoffspezifischen Erfahrungswerten {\displaystyle A}, {\displaystyle B}, {\displaystyle C}, {\displaystyle n} und {\displaystyle m}
- der Bezugs-Dehnrate {\displaystyle {\dot {\varepsilon _{0}}}=1\,\mathrm {Hz} }
- der Schmelztemperatur {\displaystyle \vartheta _{m}} des Werkstoffes
- der Umgebungstemperatur {\displaystyle \vartheta _{0}=20^{\circ }\mathrm {C} }.